# 汪汪一對寶
《汪汪一對寶》是迪士尼頻道的動畫。

## 角色
- 賓哥（英語：Bingo）

配音：艾薩克·布朗（美國）
- 羅力（英語：Rolly）

配音：山姆·拉瓦格尼諾（美國）
- 鮑勃（英語：Bob）

配音：哈蘭·威廉斯（美國）
- 絲絲（英語：Hissy）

配音：潔西卡·迪西可（美國）
- 阿福（英語：A.R.F.）

配音：汤姆·肯尼（美國）
- 琪亞（英語：Keia）

配音：Shiloh Nelson（美國）